# L'Âme Immortelle
 (mai 2008).
L'Âme immortelle est un groupe autrichien de musique électronique. 

## Historique

### 1996
Thomas Rainer et Hannes Medwentisch se rendent à une fête d’un ami qu'ils ont en commun. Au fil des rencontres, ils en arrivent à parler de la création d'un groupe. Le morceau Life Will Never Be the Same Again les pousse à rechercher une voix féminine. Sonja Kraushofer, camarade d'école de Thomas, rejoint alors le trio comme chanteuse.

### 1997
Le premier concert du groupe à Vienne du Liechtenstein reçoit le label MOS Records et publie le marché après une visite intensive Studio de L'Âme immortelle. Leur premier album Lieder, die wie Wunden bluten enveloppe la scène allemande Gothic comme une bombe à retardement. Enfin, en raison de Life will never be the same again, L'Âme immortelle n'est plus en attendant dans le répertoire Gothic DJs de renom venant du monde entier. On y trouve également la première apparition du groupe sur le prestigieux de style Gothique-Wave réunion de Leipzig, qui est dans un proche avenir de développer une fixation annuelle. 

### 1998
Après de nombreuses journées à écrire et à composer des chansons le groupe rencontre encore du succès en Suisse et à l'étranger. L'album In einer Zukunft aus Tränen und Stahl est produit et publié. La chanson Bitterkeit devient dans un court laps de temps de l'hymne de la scène gothique allemande et donne à L'Âme immortelle leur première apparition dans le classement musical allemand Alternative Charts.

### 1999
Afin d'attirer le public dans leurs concerts, le groupe publie un Tour CD exclusif avec 4 morceaux. Le contrat avec MOS Records ne sera pas renouvelé et L'Âme immortelle passe à un nouveau label, TRISOL MUSIC GROUP (ex-TRINITY Records). L'album Wenn der letzte Schatten fällt, que de Volker Lutz (TOY'S EVIL) a été produit en attendant et a déçu les fans du groupe mais l'album est tout de même couvert par le magazine allemand de musique Orkus et une nouvelle apparition dans les classements musicaux reflète le succès de l'album.

### 2000
En février, se tient le premier Headliner Tour de L'Âme immortelle en Allemagne. Le succès et de nombreux autres événements poussent le groupe à retourner en studio pour un nouvel album au mois de juin. Sur l'album Dann habe ich Umsonst gelebt L'Âme immortelle intègre pour la première fois des instruments traditionnels dans ses compositions et confirme ainsi leur inventivité comme musiciens.

### 2001
En janvier, Dann habe ich Umsonst gelebt et sur la prochaine tournée européenne L'Âme immortelle reçoit la confirmation d'un chef-d'œuvre d'avoir à guichets fermés des salles de concert et de l'espace 48 dans le Billboard allemand. En outre, les festivals de l'été 2001, sous le signe du succès du trio Bahnbrechenden de Vienne. Apparitions sur presque tous les festivals de renom en Allemagne, pour lesquels la bande à les mêmes positions élevées que quand a joué Marilyn Manson. En octobre, à la suite de la conclusion de l'achat de concert avec l'année de la Tour Embraced in Twilight. Avec un spectacle sans précédent, une étape unique de conception et de la réutilisation d'une chaîne ensembles, la mise en œuvre en direct des pièces pourrait conduire L'Âme immortelle à de nouveau mettre les salles de concert à ébullition.

### 2002
Le document vidéo tant attendu des trois Autrichiens est publié le 8 février mais publié double VCD / CD, Zwielicht présente le prochain concert, et également un remix CD sur lequel d'autres artistes à travers les sons et la présentation de Dann habe ich Umsonst gelebt ont modifié les chansons. Le 5 juin, Hannes Medwenitsch, membre fondateur, quitte le groupe pour des raisons de santé, la bande, Sonja Kraushofer et Thomas Rainer décident de continuer en tant que duo. Néanmoins, le groupe a mis sur le soutien de musiciens live, et le compléta ainsi. Entre autres, le guitariste Ashley Dayour ajoute également des contributions essentielles à la chanson du prochain album Writing fourni. Le groupe a contesté encore quelques concerts et festivals November jusqu'à ce que le Tiefster Winter paru en tant que single.

### 2003
Cette année, c'était pour L'Âme immortelle enfin le meilleur moment pour mieux se développer et atteindre un autre seuil de popularité. L'album, paru en février, Als die Liebe starb a dépassé toutes les attentes : 3 semaines dans les charts Media Control (Top Position 38), un certain nombre de places de n ° 1 single et l'album de la tournée très réussi en février ont montré une fois de plus que la bande depuis longtemps était plus que seulement sur la scène Gothic limitée. Les DVD de cette tournée enregistrée Disharmony Live! dépassant même le succès de l'album a augmenté lors de la publication du 9 juillet sur la place des charts allemands DVD. Mais là encore, il a été loin d'être calme pour L'Âme immortelle, car au mois d'octobre est paru Seelensturm, une collection de pièces rares dans les premiers jours du trio. En raison de la demande débridée, on a cassé une deuxième fois à une vaste tournée de concerts, qui ne sont pas moins réussi que la tournée en février et même jusqu'à la bande, à Moscou. 

### 2004
Grâce au succès de L'Âme immortelle qui a attiré l'attention, cela a offert GUN (BMG) de la bande un contrat record, qui pour Sonja et Thomas a ouvert des possibilités insoupçonnées. La coopération avec les nouveaux collègues de label OOMPH! sur leur single Brennende Liebe de la bande a encore plus attiré l'attention sur la scène Gothic sur l'espace et 9 dans les Billboard charts allemands. L'album Gezeiten de producteurs de renom comme John A. Rivers (Dead Can Dance) et Rhys Fulber (Front Line Assembly, paradis Lost) produit, a montré la bande rock, expressif et donc à expérimenter comme jamais auparavant. Les nombreux singles 5 Jahre, Stumme Schreie" et Fallen Angel, avec leurs nouvelles cartes d'affectation et leur collecte de vidéos liées à la chaîne musicale parlent d'eux-mêmes.

### 2006
Cette année est paru Auf deinen Schwingen, mis en scène lourde et un album produit, théoriquement close, mais aussi de multiples aspects et contrastant le grand thème de l'amour avec toutes ses variantes de nostalgie, le désespoir et la demande de mise en œuvre musicale. Les nouveaux Hits Ohne Dich, Phönix et Du siehst mich nicht prouve encore une fois l'impression qui place L'Âme immortelle désormais dans les affaires musicales. Pour finir cet ouvrage de L'Âme immortelle, le titre de la chanson Dein Herz, avec le film de Berlin, est bien accueilli par le public. Dans le même film est également très coûteux vidéo joue également Ulrich Pleitgen. 

### 2007
Après 10 ans d'histoire du groupe est apparu lors de la GUN CD le Best-Of 10 Jahre, Sonja et Thomas ont été au dixième festival Summer Breeze. Puis, il a été encore une fois pour L'Âme immortelle, dense et en automne, les rumeurs, le groupe aurait pu être résolu. Pendant ce temps, les deux depuis longtemps à nouveau en studio pour leur nouvel album Namenlos. Une conception très ouverte et débat sur le thème de la mort, inspiré par Vienne (Autriche), Friedhof der Namenlosen. Après la collaboration avec GUN a été arrêté, signé L'Âme immortelle revenir à leur ancien label Trisol. Les anciens musiciens, sans producteur et "l'aide étrangère", la bande à haute pression à l'album et même la préparation de la tournée, ce qui, à la joie de tous les supporters, à la fin de l'année au public et ont connu les "rumeurs de résolution de"  la terre retirée.

### 2008
L'album Namenlos (incluant un CD des versions remixées par d'autres groupes) est paru fin janvier tandis qu'en février, Thomas Rainer et Sonja Kraushofer sont repartis en tournée. Un CD de remix, incluant un CD avec de nouvelles chansons Durch Fremde Hand, un best of Best of Indie Years et le DVD de la tournée avec leur invité Thomas Sabottka ont été disponibles au cours de cette même année.

## Style musical
Le style musical du groupe est assez éloigné des musiques électroniques plus classiques. Ainsi, s'agissant des textes et de certains albums du groupe (en particulier Lieder die wie Wunden bluten), ceux-ci se rapprochent davantage du metal gothique. Bon nombre des chansons de L'Âme immortelle se caractérisent par des beats typiques de boîtes de nuit, une mélancolie ou des textes sur l'amour malheureux en allemand et anglais, et des vocaux masculins hargneux juxtaposés aux chants féminins plus sensibles de Sonja Kraushofer, également chanteuse du groupe Persephone.

## Discographie

### Albums
- 1997 : Lieder die wie Wunden bluten
- 1998 : In einer Zukunft aus Tränen und Stahl
- 1999 : Wenn der letzte Schatten fällt (Version 2 avec le CD bonus Echoes)
- 2001 : Dann habe ich umsonst gelebt
- 2002 : Zwielicht
- 2002 : Als die Liebe starb
- 2003 : Seelensturm (Version 1: livre & CD, Version 2: CD)
- 2004 : Gezeiten
- 2006 : Auf deinen Schwingen
- 2008 : Best of Indie Years
- 2008 : Namenlos (Double-CD)
- 2008 : Durch Fremde Hand (Double-CD)
- 2012 : Momente
- 2014 : Drahtseilakt

### Simples
- 2000 : Epitaph
- 2001 : Judgement
- 2002 : Tiefster Winter
- 2004 : 5 Jahre
- 2004 : Stumme Schreie
- 2005 : Fallen Angel
- 2006 : Dein Herz
- 2006 : Phönix (juste en tant promotion DJ)
- 2006 : Nur Du

### DVD
- 1998 : Echoes
- 1999 : Tour CD
- 2002 : Zwielicht (Remix-CD de "Dann habe ich umsonst gelebt", incluant CD vidéo)
- 2003 : Disharmony - Live! (DVD & CD musique)
- 2003 : DJ Revelation 01 compiled by L'Âme immortelle
- 2004 : Brennende Liebe (feat. Oomph!)
- 2005 : Disharmony - Live! (DVD & CD musique)
- 2007 : 10 Jahre (Best Of)
- 2008 : Best of Indie Years (Best Of)
- 2008 : Jenseits der Schatten (DVD & CD musique)